# Almindelig aftenstjerne
Almindelig aftenstjerne (Hesperis matronalis) eller vellugtende aftenstjerne er en urteagtig plante med violette, duftende blomster. Planten er vildtvoksende i Danmark, hvor den findes på skyggede steder med fugtig muldbund i skove, krat, hegn og tidligere dyrket bund.

## Kendetegn
Almindelig aftenstjerne er en flerårig, urteagtig plante med en opret vækst. Stænglen er furet og stivhåret og bærer bladene spredt bladstilling. De er ægformede til lancetformede og stivhårede med tandet rand og mørkegrøn overside. Blomstringen foregår i juni-august, hvor man finder blomsterne samlet i endestillede stande. De enkelte blomster er firetallige med blåviolette (eller sjældent: hvide) kronblade. Frugten er en skulpe med mange, brune frø.

## Hjemsted
Arten er hjemmehørende i Vestasien og Østeuropa (men ikke i Middelhavslandene). Den er med tiden blevet naturaliseret i de fleste, europæiske lande. I Danmark findes den på fugtig og næringsrig bund i let skygge. Derfor kan den ses i skove, skovbryn, krat og hegn, samt langs vandløb og grøfter og nær beboelse.
Naturpark Bucegi ligger i de De Transsylvanske Alper, dvs. i den rumænske del af Karpaterne, og den strækker sig fra Taturaskløften til Horoabidalen. Her består jordbunden mest af kalksten, og arten findes under disse forhold sammen med bl.a. Aconitum toxicum (en art af stormhat), Alyssum repens (en art af krognål), Aquilegia transsilvanica (en art af akeleje), Campanula patens (engklokke), Carduus kerneri (en art af tidsel), Cerastium transsilvanicum (en art af hønsetarm), Dianthus spiculifolius og Dianthus tenuifolius (arter af nellike), Doronicum carpaticum (en art af gemserod), Draba lasiocarpa (en art af draba), Erysimum witmannii (en art af hjørneklap), Hieracium rotundatum (en art af høgeurt), Koeleria macrantha (spinkel kambunke), Linum extraaxillare (en art af hør),
Onobrychis montana (en art af esparsette), Rhododendron myrtifolium (en art af rododendron), Senecio carpaticus (en art af brandbæger), Sesleria rigida (en art af blåaks) og Trisetum macrotrichum (en art af guldhavre)

## Galleri
|  |  |  |  |